# 梅里爾 (愛荷華州)
梅里爾（英語：Merrill）是一個位於美國愛荷華州普利茅斯縣的城市。

## 地理
梅里爾的座標為42°43′17″N 96°15′03″W / 42.72139°N 96.25083°W，而該地的平均海拔高度為358米（即1175英尺）。

## 人口
根據2010年美國人口普查的數據，梅里爾的面積為1.48平方千米，當中陸地面積為1.48平方千米，而水域面積為0.00平方千米。當地共有人口755人，而人口密度為每平方千米510人。